# 平凉之战
平凉之战，430年（夏胜光三年、北魏神䴥三年），夏军攻北魏在平凉（今甘肃省华亭县西）被打败的作战。
夏国皇帝赫连定想要收复統万城（今陕西省靖边县东北白城子），于是乘刘宋伐魏之机，于430年九月派其弟谓以代攻北魏郿城（今陕西省洛川县东南），为魏平西将军隗归等所击败，死万余人，谓以代逃走。赫连定留其弟赫连社干、广阳公度洛守平凉，自率数万人在鄜城东攻打隗归，遣使约刘宋合兵伐魏。魏太武帝听从太常崔浩之言，针对夏宋互相观望的态势，决定先击夏，后攻宋。以卫兵将军王斤镇蒲坂（今山西永济西南），自率兵攻夏。十ー月，魏太武帝领兵平凉，赫连社干等闭城固守。魏太武帝使前任夏主赫连昌前往招降未果，于是派安西将军古弼等率兵往攻安定（今甘肃泾川北）。赫连定自鄜城还安定，率步骑兵二万援救平凉，途中与古弼相遇，古弼示弱后退，赫连定追击。魏太武帝派高车部众驰击，夏兵大败，战死者数千。赫连定率余部奔还，登浅水原（今陕西长武西北），设方阵以自固。魏兵进而围攻，断其水草，夏军人马饥渴。赫连定引众下浅水原，被魏武卫将军丘眷率众击败，死者万余人，赫连定负伤，单骑逃走，收集余部及民众五万，西保上邽（今甘肃天水）。北魏俘虏夏国公侯以下百余人，乘胜攻克安定。十二月，赫连社干、度洛孤出降，魏攻克平凉。夏国长安、临晋、武功等城守将全部弃城逃走，关中地区被北魏所占。